# كلاوديو بيستوليسي
كلاوديو بيستوليسي (بالإيطالية: Claudio Pistolesi)‏ مواليد 25 أغسطس 1967 في روما، هو لاعب كرة مضرب إيطالي سابق ومدرب حاليا بدأ مسيرته كمحترف سنة 1985، اعتزل اللعب في 1996. في ديسمبر 2010 أصبح مدربا لروبن سودرلينغ. في 2012 أصبح مدربا لدانيلا هانتشوفا.

## روابط خارجية
- كلاوديو بيستوليسي على موقع رابطة محترفي التنس (الإنجليزية)
- كلاوديو بيستوليسي على موقع الاتحاد الدولي لكرة المضرب (الإنجليزية)
- كلاوديو بيستوليسي على موقع خلاصة التنس.كوم (الإنجليزية)